# European Society of Gynaecological Oncology
La European Society of Gynaecological Oncology (o ESGO) è una società europea di professionisti e ricercatori in campo sanitario, specializzati nello studio, la prevenzione, il trattamento e la cura dei tumori ginecologici. La società, è stata fondata in Italia, a Venezia, nel 1983.

## Obiettivi
Gli obiettivi dell'ESGO sono "promuovere la comunicazione con gli organi scientifici e professionali allo scopo di creare una piattaforma europea dinamica e democratica di professionisti del settore, tra cui specialisti, ricercatori e infermieri, per sviluppare e condividere una rete di conoscenze in grado di migliorare la cura dei tumori ginecologici in Europa".

## Attività
Il congresso dell'ESGO, che si tiene ogni due anni, consente ai professionisti e ai ricercatori in campo sanitario che operano nel settore dell'oncologia ginecologica di associarsi, discutere, confrontarsi e divulgare nuovi studi medico-scientifici sul trattamento e la cura dei tumori ginecologici.
L'ENGOT (European Network of Gyneacological Oncological Trial Groups, Rete europea dei gruppi di sperimentazione in oncologia ginecologica) è parte integrante dell'ESGO e si occupa di coordinare e promuovere sperimentazioni cliniche sulle pazienti affette da tumori ginecologici in tutta Europa. 

Collabora con l'EBCOG (European Board and College of Obstetrics and Gynaecology, Comitato europeo di ostetricia e ginecologia).

## Pubblicazioni
La pubblicazione ufficiale dell'ESGO, verificata da specialisti indipendenti, è l'International Journal of Gynecological Cancer (IJGC), pubblicata ogni due mesi.